# Richard Dürr
Richard Dürr (ur. 1 grudnia 1938 w St. Gallen, zm. 30 maja 2014) – szwajcarski piłkarz grający na pozycji pomocnika. W swojej karierze rozegrał 29 meczów w reprezentacji Szwajcarii i strzelił 1 gola.

## Kariera klubowa
Całą swoją karierę piłkarską Dürr spędził w klubie Lausanne Sports. Zakończył ją w 1970 roku. W sezonach 1961/1962 i 1963/1964 zdobył z klubem z Lozanny Puchar Szwajcarii, a w sezonie 1964/1965 wywalczył mistrzostwo Szwajcarii.

## Kariera reprezentacyjna
W reprezentacji Szwajcarii Dürr zadebiutował 9 maja 1962 roku w przegranym 1:3 towarzyskim meczu z Anglią, rozegranym w Londynie. W 1962 roku został powołany do kadry Szwajcarii na Mistrzostwa Świata w Chile. Tam wystąpił w 2 spotkaniach: z RFN (1:2) i z Włochami (0:3).
W 1966 roku Dürr był w kadrze Szwajcarii na Mistrzostwa Świata w Anglii. Na tym turnieju rozegrał jeden mecz, z RFN (0:5). Od 1962 do 1968 roku rozegrał w kadrze narodowej 29 meczów, w których strzelił 1 gola.